# One Foot in the Blues
One Foot in the Blues es el cuarto álbum recopilatorio de la banda estadounidense de blues rock y hard rock ZZ Top, publicado en 1994 por el sello Warner Bros. Contiene solo canciones del lado bluesero del trío tejano de sus distintos álbumes de estudio.
Algunas de las canciones escogidas fueron remasterizadas en 1987 para el álbum Six Pack, a excepción de las tomadas de los álbumes Degüello, El Loco, Eliminator y Recycler, las que fueron remasterizadas exclusivamente para este disco. En 1995, el disco entró en la lista especializada Top Blues Albums de los Estados Unidos en el puesto 10.

## Lista de canciones
Todas las canciones escritas por Billy Gibbons, Dusty Hill y Frank Beard, a menos que se indique lo contrario.

| N.º | Título                               | Escritor(es)              | Duración |  |
| 1.  | «Brown Sugar»                        | Gibbons                   | 5:20     |  |
| 2.  | «Just Got Back from Baby's»          | Gibbons, Bill Ham         | 4:09     |  |
| 3.  | «A Fool for your Stockings»          |                           | 4:16     |  |
| 4.  | «I Need You Tonight»                 |                           | 6:15     |  |
| 5.  | «She Loves My Automobile»            |                           | 2:23     |  |
| 6.  | «Hi Fi Mama»                         |                           | 2:24     |  |
| 7.  | «Hot, Blue and Righteous»            | Gibbons                   | 3:17     |  |
| 8.  | «My Head's in Mississippi»           |                           | 4:20     |  |
| 9.  | «Lowdown in the Streets»             |                           | 2:49     |  |
| 10. | «If I Could Only Flag Her Down»      |                           | 3:39     |  |
| 11. | «Apologies to Pearly» (Instrumental) | Gibbons, Hill, Beard, Ham | 2:44     |  |
| 12. | «Sure Got Cold After the Rain Fell»  | Gibbons                   | 6:47     |  |
| 13. | «Bar-B-Q»                            | Gibbons, Ham              | 3:21     |  |
| 14. | «Old Man»                            |                           | 3:32     |  |
| 15. | «Certified Blues»                    | Gibbons, Beard, Ham       | 3:25     |  |
| 16. | «2000 Blues»                         |                           | 4:42     |  |
| 17. | «Heaven, Hell or Houston»            |                           | 2:32     |  |

## Músicos
- Billy Gibbons: voz y guitarra eléctrica
- Dusty Hill: bajo, teclados y coros
- Frank Beard: batería